# Уруссинское сельское поселение
Уруссинское се́льское поселе́ние — муниципальное образование в Ютазинском районе Татарстана Российской Федерации.
Административный центр — село Старые Уруссу.

## История
Статус и границы сельского поселения установлены Законом Республики Татарстан от 31 января 2005 года № 46-ЗРТ «Об установлении границ территорий и статусе муниципального образования "Ютазинский муниципальный район" и муниципальных образований в его составе».

## Население
| 2010  | 2011  | 2012  | 2013  | 2014  | 2015  | 2016  |
| ----- | ----- | ----- | ----- | ----- | ----- | ----- |
| 1363  | ↘1360 | ↘1354 | →1354 | ↘1339 | ↘1335 | ↗1346 |
| 2017  | 2018  |       |       |       |       |       |
| ↘1333 | ↗1335 |       |       |       |       |       |

## Состав сельского поселения
| № | Населённый пункт | Тип населённого пункта            | Население |
| - | ---------------- | --------------------------------- | --------- |
| 1 | Акса-Куль        | посёлок                           |           |
| 2 | Байларово        | село                              |           |
| 3 | Исметьево        | посёлок железнодорожного разъезда |           |
| 4 | Каклы-Куль       | деревня                           |           |
| 5 | Старые Уруссу    | село, административный центр      |           |